# 10700 Juanangelviera
10700 Juanangelviera è un asteroide della fascia principale. Scoperto nel 1981, presenta un'orbita caratterizzata da un semiasse maggiore pari a 2,6612913 UA e da un'eccentricità di 0,2002895, inclinata di 5,18947° rispetto all'eclittica.